# JAPANESE MENU/DISTORTION 10
『JAPANESE MENU / DISTORTION 10』（ジャパニーズ メニュー / ディストーション テン）は、日本のロック歌手・清春の前作から2年ぶりソロ10枚目、デビュー25周年を締めくくるオリジナル・アルバム。

## 概要
- ポニーキャニオン移籍後初のオリジナル・アルバムで「忘却の空（25th anniversary Ver.）」、「SURVIVE OF VISION」を除く全11曲中9曲が、ベースレスである。前面に出したかったのは“日本のロック”[1]。
- ジャケットアートワークは知的障害や精神疾患を抱えた通所者が快適な環境で芸術的感性に溢れたアート活動を継続できるようサポートしているやまなみ工房のクリエイターたちによるもの。
- 初回盤は1曲追加、DVD付属。通常盤CDは9種類のチェンジングジャケット仕様。ポニーキャニオンショッピングクラブ限定でDISTORTION 3 × KIYOHARUコラボデザイン・オリジナルパーカー付きも限定販売された。

## 収録曲
| 全作詞・作曲: 清春、全編曲: 三代堅/清春。 |                                                             |       |            |       |
| #                                         | タイトル                                                    | 作詞  | 作曲・編曲 | 時間  |
| 1.                                        | 「SURVIVE OF VISION」(アニメ『無限の住人-IMMORTAL-』主題歌) | 清春  | 清春       | 04:37 |
| 2.                                        | 「下劣」                                                    | 清春  | 清春       | 03:18 |
| 3.                                        | 「アウトサイダー」                                          | 清春  | 清春       | 03:15 |
| 4.                                        | 「グレージュ」                                              | 清春  | 清春       | 03:51 |
| 5.                                        | 「錯覚リフレイン」                                          | 清春  | 清春       | 04:06 |
| 6.                                        | 「凌辱」                                                    | 清春  | 清春       | 04:00 |
| 7.                                        | 「洗礼」                                                    | 清春  | 清春       | 03:46 |
| 8.                                        | 「嘘と愚か」                                                | 清春  | 清春       | 03:33 |
| 9.                                        | 「夢追い」                                                  | 清春  | 清春       | 03:10 |
| 10.                                       | 「ロマンティック」                                          | 清春  | 清春       | 05:13 |
| 11.                                       | 「忘却の空(25th Anniversary Ver.)」(初回限定盤のみ収録)     | 清春  | 清春       | 05:27 |
| 合計時間:                                 | 合計時間:                                                   | 44:12 |            |       |

| #  | タイトル                               | 作詞 | 作曲・編曲 |
| -- | -------------------------------------- | ---- | ---------- |
| 1. | 「'SURVIVE OF VISION -Music Clip-」    |      |            |
| 2. | 「グレージュ -Music Clip-」            |      |            |
| 3. | 「A DAY in New York & more landscape」 |      |            |

## 参加ミュージシャン
Guitar:是永巧一

Guitar:DURAN M-11

Bass:沖山優司  M-11

Drums:Katsuma